# Aeroportul Raivavae
Aeroportul Raivavae (IATA: RVV, ICAO: NTAV) este un aeroport din Franța ce deservește zona Raivavae⁠(d). Aeroportul a fost tranzitat în 2022 de 23.128 de pasageri. A fost numit după zona deservită.
Situat la o altitudine de 5 m, aeroportul dispune de o singură pistă.